# Notarius bonillai
Notarius bonillai är en fiskart som först beskrevs av Miles, 1945.  Notarius bonillai ingår i släktet Notarius och familjen Ariidae. IUCN kategoriserar arten globalt som starkt hotad. Inga underarter finns listade i Catalogue of Life.